# El Harrouch
El Harrouch (en arabe: الحروش), est une commune de la wilaya de Skikda en Algérie, située dans l’est du pays dans le Nord-Constantinois.

## Géographie

### Localisation
La commune est située à 30 km de Skikda, 50 km de Constantine, 80 km de Guelma et 90 km de Annaba.
La ville est arrosée par l'Oued Ensa. Le barrage le plus près se trouvant à 3 km est le barrage des Zardézas.

### Communes limitrophes
| Sidi Mezghiche | Emdjez Edchich           | Salah Bouchaour |
| Aïn Bouziane   | El Harrouch              | Zerdaza         |
|                | Zighoud Youcef (commune) |                 |

### Localités rattachées
Outre l’agglomération d'Al Harrouch, chef-lieu de commune, trois autres agglomérations de moindre importance dépendent administrativement de la collectivité territoriale :
- Bir-Stal : petite agglomération située au Nord-ouest d'El Harrouch ;
- Saïd Bousbaa : l’ancienne ferme «de Boisson» (connue sous le nom de l’ancien colon Jacques El Basso), devenue une agglomération secondaire portant aujourd’hui le nom de Said Bousbaa; elle est située dans la partie sud orientale de la commune d’El Harrouch sur la rive gauche de l'oued Saf-Saf ;
- Toumièttes : village situé au Sud d'El Harrouch.

### Géologie et relief
Le relief de la commune est constitué principalement de la vallée du Saf-Saf qui épouse les contours du oued éponyme, des monts de basse et moyenne altitude et des formations collinéennes.

### Climat et hydrologie
Climat méditerranéen avec été chaud et hiver globalement doux. Le relief, accidenté dans la région d'Al Harrouch, introduit des nuances supplémentaires entre la vallée du Saf-Saf et les zones montagneuses.
Les saisons été et hiver sont bien définies. Les pluies sont moins importantes en été qu'elles ne le sont en hiver. Selon la classification de Köppen-Geiger, le climat est de type Csa. En moyenne la température à El Harrouch est de 17,4 °C. Il tombe en moyenne 704 mm de pluie par an.
Le mois le plus sec est celui de juillet avec seulement 5 mm. Avec une moyenne de 126 mm, c'est le mois de janvier qui enregistre le plus haut taux de précipitations.  Avec une température moyenne de 26,0 °C, le mois de aout est le plus chaud de l'année. Avec une température moyenne de 10,0 °C, le mois de janvier est le plus froid de l'année.

## Histoire
Désigné à l’époque sous le nom de « Meslen el-kebch » (colonne vertébrale du mouton), l'origine du nom actuel (El Harrouch) reste incertaine.
Située à mi-chemin entre l'antique Cirta (Constantine) et l'antique Rusicade (Skikda, ex. Philippeville) , l'histoire de la ville-commune d'El Harrouch reste fortement liée à ces deux grands centres urbains. On ne dispose que de très peu d'informations sur la région avant l’occupation romaine, mais des pierres tombales, sur lesquelles des inscriptions sont visibles, auraient été découvertes lors de l'entame en 1928 des travaux de construction du barrage des Zardézas, donnant un témoignage de cette période.

### Présence française

#### Occupation militaire
Lorsque les troupes françaises parvinrent à El Harrouch, les vestiges de la voie romaine, de Stora à Cirta étaient encore visibles et utilisables. C'est en suivant ce ruban de pierres, que les bataillons arrivèrent sur la côte.
Dès 1838, les premiers détachements militaires s'installèrent à demeure à El Harrouch où quatre bastions, encore visibles aujourd’hui assuraient la défense du camp.
Les premiers colons débarquaient en rade de Stora et attendaient au « dépôt des Isolés » de Philippeville, le départ d'un convoi militaire pour gagner les terres de colonisation qui leur étaient destinées.
Les sapeurs du Génie n'avaient pas encore commencé les baraques en bois que ces émigrants furent dirigés sur El Harrouch. Ils durent camper sous la tente, aux environs d'un fortin qui était gardé par un détachement du 1er Bataillon d'Afrique. Lorsque ce fort fut abandonné par la troupe, il fut transformé en ferme, dont le nom actuel (ferme du 1er Bataillon d'Afrique) rappelle l'origine. L'occupation militaire dura de 1838 à 1846.
Avant de quitter le camp devenu un village, pour couronner son œuvre de colonisation et de pacification, l'Armée édifiait au carrefour des routes, une fontaine portant cette inscription : « l'Armée à la Colonie - 1846 »

#### Création de la commune
La commune d' El Harrouch fut créée par décret du 28 août 1881.
Un « marché arabe » réputé dans le département de Constantine se tient tous les vendredis. De nombreuses transactions et des ventes de bestiaux sont traitées ce jour-là.
Une route relie l'agglomération à la station de chemin de fer de Bougrina à 5 km à l'Ouest. La gare de Robertville - El Harrouch se trouve à 6 km au Nord.

#### Hospice
À El Harrouch un asile d’aliénés fut construit, transformé par la suite en Asile colonial de vieillards. D'importants bâtiments pour 120 pensionnaires entourent une grande cour-jardin.

#### Peuplement
Par deux fois le Gouvernement dû repeupler ce centre de colonisation, les colons ayant été décimés par le choléra et les tremblements de terre. Le peuplement d' El Harrouch fut surtout assuré par des familles belges et allemandes.
Des familles entières ont disparu sans laisser de traces. D'autres les ont remplacées depuis 1850, et quelques-unes ont fait souche.

#### Barrage des Zardézas
Le bassin versant en amont de l'emplacement choisi pour le barrage couvre une superficie de 34 120 hectares, légèrement boisée en oliviers et maquis ; les débits enregistrés jusqu'alors vont de 50 litres par seconde l'été à 350 m3/s en moyenne au cours des plus fortes crues le maximum admis comme devant être évacué se situant au niveau de 800 m3/s.
Selon un rapport de Charles Blanchet de la Chambre de commerce de Philippeville en 1901, l'administration de l'époque avait résolu de doter la vallée du Saf-Saf de cet ouvrage, qui s'impose aussi bien par son utilité que par l'ancienneté de ses études qui remontent à 1865, appelé à transformer la région en une des plus riches de l'Algérie.  
L'adjudication pour la construction du barrage des Zardézas est donnée fin 1928, après concours, à la Société Algérienne des Entreprises Ballot qui prend en charge tous les travaux de génie civil. Les travaux débutent aussitôt, au lieu-dit Zardézas, à 9 km d'El Harrouch. En raison de difficultés géologiques, les travaux seront arrêtés pour reprendre au cours de l'année 1934, avec une modification du projet dans ses dimensions et sa forme. Sa mise en eau définitive sera réalisée en 1945. Les vannes automatiques seront installées aussitôt après la Seconde Guerre mondiale, en 1949; derniers travaux de maçonnerie, les piles servant de support aux vannes seront coulées, les vannes mises en place, et enfin une charpente en béton armé franchit les pertuis en s'appuyant sur ces piles. En 1953 on équipe cette passerelle d'un garde-fou métalliques.
Le barrage a été conçu pour l'alimentation de la ville de Philippeville et du village d'El Harrouch et pour l'irrigation de toute la vallée du Saf-Saf.

#### Cimetière61erégimentde ligne
Au cimetière du village s'élève une pyramide dressée par le 61e régiment de Ligne à la mémoire des frères d'armes morts en Afrique de 1837 à 1843.

## Population et société

### Démographie
La commune d’El Harrouch comptait une population de l’ordre de 48 994 habitants recensée lors de l’élaboration de la phase finale de recensement général de la population et de l'habitat (RGPH) de 2008, pour une superficie de l'ordre de 101 km2, soit une densité de l’ordre de 485 hab./km2et un taux d’urbanisation de 67,7 % dont près de 70 % dans l’agglomération chef-lieu.
Outre le chef-lieu qu'est la ville d'El Harrouch, la commune est constituée par trois agglomérations secondaires : Toumièttes, Saïd Bousbaa et Bir-Stal. Actuellement, l’agglomération d’El Harrouch constitue le seul et le principal centre urbain dans la commune.

### Culture et sport
La ville compte un club de football le CRB El-Harrouch et un club de handball.[réf. nécessaire]

## Économie

### Présentation générale
La région du fait de sa position géographique dans la vallée fertile du Saf-Saf était à vocation agricole durant la présence française en Algérie. Cette vocation a été renforcée par la construction du barrage des Zardézas en 1928. 
Après l'indépendance de l'Algérie en 1962, l'économie de la région a connu des changements liés à nouvelle politique économique du pays, orientée vers une économie socialiste administrée. En 1966, le mode de vie rural était encore prédominant dans l'économie de l’agglomération et ses environs, avec l’agriculture comme économie de base. Cependant, le secteur primaire n'occupait que la moitié des occupés de l’agglomération d'El Harrouch. Quant au secteur tertiaire, il occupait la deuxième position. En cette période, le secteur secondaire n'occupait qu’une très faible part; les industries de transformation étaient négligeables.
Au début des années 1970, à la suite de la mise en œuvre par le gouvernement algérien d'une politique de nationalisation et de collectivisation des secteurs économiques, la commune a bénéficié de l'implantation de quelques unités de transformation des produits agricoles (farine et blé, notamment) d'où une certaine avancée du secteur secondaire en termes d'emploi au détriment du secteur primaire.
Entre 1977 et 1998, le secteur secondaire connaîtra un déclin car il occupait 10 % seulement de la population active. En 2005 l’industrie occupait seulement 6 %. Cette régression est le résultat de l'abandon de ce secteur par l'état algérien depuis les réformes de 1988 qui visaient à la privatisation du secteur public économique, et le passage à l'économie de marché en 1994. L’agriculture connaît, elle aussi, une décadence accentuée par le phénomène de migration de la population vers les grands centres urbains (Skikda, Constantine) et par la diminution de la surface agricole causée par l’urbanisation. Aujourd’hui, le secteur tertiaire est le plus dominant dans l'économie de cette région, puisqu’il compte près de 60 % des occupés.

### Infrastructures
Les principales infrastructures datant de la présence française sont les suivantes :
- un hôpital : un des plus anciens hôpitaux dans la région construit pendant la présence française et puis transféré dans un autre site d'une capacité de 200 lits ;
- un hospice ;
- un tribunal ;
- un théâtre en plein air ;
- un cinéma ;
- une Bibliothèque.

Après l'indépendance du pays en 1962, le tissu urbain du chef-lieu de commune s'est agrandi considérablement, en raison notamment de la réalisation de différents programmes de logements collectifs, de lotissements d'habitations individuelles, des structures de santé publique et de la construction de plusieurs écoles. 
Depuis 2010, de nouveaux projets structurants sont inscrits pour la commune, dont les plus importants sont :
- projet du jardin public situé à l’entrée de la commune ;
- projet de la nouvelle ville située dans l’agglomération secondaire de Bir-Stal sur dix hectares ;
- un hôpital psychiatrique d’une capacité de 240 lits ;
- un hôpital de traumatologie d’une capacité de 60 lits sur trois hectares ;
- projet de la réalisation d’un nouveau stade de football ;
- une auberge de jeunesse d’une superficie de 960 m2.

## Personnalités liées à la commune
Quelques personnalités originaires d' El Harrouch ou qui ont marqué la ville par leur action ou leur attachement particulier :
- l'acte de mariage de l’Émir Khaled s'y trouve ;
- Ali Kafi, président algérien (1992-1994) ;
- Mouloud Hamrouche, ancien premier ministre et candidat à la présidentielle de 1999 ;
- Lazreg Hacène, Professeur en ophtalmologie, Recteur de l'université d'Oran, fondateur de l'Hôpital militaire d'Oudjda durant la guerre d'Algérie et qui fut décoré de l'ordre du Soleil levant par l’empereur du Japon[9] ;
- Bachir Boukadoum, combattant indépendantiste mort durant la guerre d'Algérie ;
- Messaoud Boukadoum, militant nationaliste algérien ;
- Fadila Saâdane, une militante nationaliste algérienne ;
- Meriem Saâdane, une infirmière et militante nationaliste algérienne ;
- Fatima Gallaire, dramaturge et auteur de nouvelles franco-algérienne ;
- Mohammed Harbi, militant nationaliste, haut fonctionnaire et historien algérien;
- YAHYAOUI Mohamed Tahar Ben Ahmed (ben merzourk), militant nationaliste, juge, journaliste, mort au combat durant la guerre d'Algérie.